# ビバリーヒルズ・コップ2
『ビバリーヒルズ・コップ2』（Beverly Hills Cop II）は、1987年のアメリカ合衆国のアクション・コメディ映画。1984年の映画『ビバリーヒルズ・コップ』シリーズの2作目。

## 概要
監督はトニー・スコット。エディ・マーフィが演じるデトロイトの刑事、アクセル・フォーリーがふたたびビバリーヒルズに出向き、前作で知り合った刑事のビリー（ジャッジ・ラインホルド）、タガート（ジョン・アシュトン）とともに武装強盗団と対決するという内容。3億ドル近い興行収入を記録した。

## ストーリー
デトロイト市警察の刑事アクセル・フォーリーは、アメリカン・エキスプレスのクレジットカードを偽造する集団への潜入捜査に携わるが、羽振りの良さを演出するため、高級スーツに身を包んでフェラーリ・328 GTSを乗り回していた。しかし経費を大量に使い込んだことで、上司のトッド警部から三日間で結果を出すように宣告される。そんなとき、偶然目にしたテレビニュースで、ビバリーヒルズでアルファベットの順番ごとに強盗犯罪を行なう「アルファベット強盗」事件を捜査していたボゴミル警部が、強盗団一味に撃たれ重傷を負ったというニュースを知る。アクセルは同僚のジェフリー刑事にフェラーリを預けてデトロイトを抜け出し、ボゴミルが入院しているビバリーヒルズの病院に向かう。アクセルはボゴミルの仇を取るため、ビリーとタガートに協力を求めるが、ふたりは新任警察長ラッツの強引な人事で交通課に左遷されており、アルファベット強盗に関する捜査権限を持っていなかった。しかし、アクセルの説得を受けて捜査への協力を決めたふたりは、ボゴミルが撃たれた現場に落ちていた薬莢を見せる。そのうちの一種類が生産中止となり珍しいオートマグから発射した44口径のもので、ライフル弾の薬莢を加工し特注で製作していることを知っていたアクセルは、腕利きのガンスミスがいる射撃クラブが怪しいと睨み、そこに向かう。
射撃クラブで聞き込みを始めるアクセルを見たオーナーのデントは、部下のケインにアクセルを殺すように命令する。射撃クラブをあとにしたアクセルはボゴミルの家に向かい、彼の書斎からデントに関する資料を発見する。デントがアルファベット強盗だと確信したアクセルは、ボゴミルの娘で保険会社に勤務するジャンに、デントに関する調査を依頼する。アクセルはビリーとタガートを連れて、デントと関わりがある武器商人ソモポラスが出入りするストリップ・バーに向かいその姿を確認するが、バーを出たところを何者かに襲撃される。なんとか撃退するものの、騒ぎを聞いて駆け付けたラッツに目を付けられる。アクセルは、犯人が落としたマッチ箱から指紋を検出し、犯人がケインであることを突き止める。深夜の射撃クラブに忍び込んだアクセルたちは、デントの机から次の犯行場所に関する暗号を見付け出す。
アクセルとビリーは銀行預金の集積場所に向かい、襲撃を済ませて逃走を図る犯人たちを追跡する。襲撃犯たちは途中で他の車に乗り換え、近くのパーティー会場に逃げ込む。アクセルはパーティー会場にいたデントに挑発の言葉を投げかけて騒ぎ、彼らを追い出させると同時に、彼の財布を掏り取る。アクセルはビリーとタガートを連れてデントの会計士バーンスタインのもとに向かい、デントの情報を聞き出し、海外に高飛びを企んでいることを知る。同じころにジャンから連絡が入り、デントが多角経営している事業が破綻寸前にもかかわらず、彼の経営する競馬場にだけ保険金がかけられていることを伝える。アクセルは、デントが競馬場を部下に襲わせ、保険金を手に入れるつもりだと知り競馬場に向かうが、すでに売上金は盗まれ、現場からはケインたち実行犯二名の死体が発見される。デントはケインをアルファベット強盗の主犯に偽装し、それを信じたラッツは事件の解決を宣言する。
アクセルはデントの馬運車から、ボゴミルの靴に付着していたのと同じ赤土を見付け、それがデントの所有する石油機材所の土だと知る。石油機材所に乗り込んだ三人は、大量の武器が密売目的で集積されている現場を目にする。発見された三人はデントたちの反撃を受けて苦戦するが、ビリーの私物である散弾銃と、奪った手榴弾やM72 LAWロケット発射筒を駆使して反撃し、逃走ついでにアクセルを轢き殺そうとしたデントは射殺される。アクセルはデントの部下カーラに狙われ撃たれそうになるが、彼女は駆け付けたタガートに射殺される。残ったデントの部下たちも、騒ぎを聞いて殺到したビバリーヒルズ警察の応援に逮捕される。アクセルたちはラッツとイーガン市長に事情を説明するが、ラッツがまったく話を聞こうとしないことに怒りを見せたビリーが、ラッツの無能さを指摘する。さらにタガートが自分たちの報告をラッツに無視されていたことをイーガンに訴え、ラッツは辞めさせられる。
事件の解決後、退院したボゴミルが新しい署長に任命され、デトロイトでの潜入捜査を放置していたアクセルもイーガンがトッド警部に取りなしたために、免職にならずに済む。しかしフェラーリは交通事故のために大破していた。アクセルはビリーとタガートに別れを告げ、デトロイトに戻っていく。

## 登場人物
アクセル・フォーリー（Axel Foley）
演 - エディ・マーフィ
デトロイト市警察の刑事。
ビリー・ローズウッド（William "Billy" Rosewood）
演 - ジャッジ・ラインホルド
ビバリーヒルズ警察の刑事。前作では真面目な性格だったが、今作ではアクセルに影響されたのか、かなり無茶苦茶なことをやっている。自宅ではカメや魚、観葉植物の世話をしている反面、アクション映画のポスター（『コブラ』と『ランボー/怒りの脱出』）を貼り出したり、大量の銃器をためこんでいる。
ジョン・タガート（John Taggart）
演 - ジョン・アシュトン
ビバリーヒルズ警察の巡査部長。
アンドリュー・ボゴミル（Andrew Bogomil）
演 - ロニー・コックス
ビバリーヒルズ警察の警部。デントの犯罪行為を探っていたが、そのことを察知した強盗団に撃たれて重傷を負う。
マックスウェル・デント（Maxwell Dent）
演 - ユルゲン・プロホノフ
射撃クラブのオーナー。
カーラ・フライ（Karla Fry）
演 - ブリジット・ニールセン
デントの部下で愛人。射撃クラブの副支配人。強盗団のリーダー的存在。長身でさらにヒールをはいていることから「2mの大女」といわれたこともある。
ハロルド・ラッツ（Harold Lutz）
演 - アレン・ガーフィールド
ビバリーヒルズ警察本部長。部下の意見を聞こうとしない横暴な性格。
チャールズ・ケイン（Charles "Chip" Cain）
演 - ディーン・ストックウェル
デントの部下。射撃クラブでは支配人をしている。
ジェフリー・フリードマン（Jeffrey Friedman）
演 - ポール・ライザー
デトロイト市警察の刑事で、アクセルの同僚。アクセルを心配する友人でもある。
ダグラス・トッド（G. Douglas Todd）
演 - ギルバート・R・ヒル
デトロイト市警察の警部。アクセルの上司。
ニコス・ソモポラス（Nikos "Nik" Thomopolis）
演 - ポール・ギルフォイル
武器商人。
テッド・イーガン（Ted Egan）
演 - ロバート・リッジリー
ビバリーヒルズ市長。
ビドル（Biddle）
演 - ブライアン・オコナー
ラッツ本部長の腰巾着。
ジャン・ボゴミル（Jan Bogomil）
演 - アリス・アデア
アンドリューの娘。保険会社に勤務。
ラス・フィールディング（Russell Fielding）
演 - トム・バウアー
鉄砲鍛冶。射撃クラブで射撃を教えてもいる。
カルロッタ（Carlotta）
演 - フランク・J・ペシ
ビニーの甥でタバコの売人。前作にも登場している。
シドニー・バーンスタイン（Sidney Bernstein）
演 - ギルバート・ゴットフリード
会計士。デントの専属でもある。
ビニー（Vinnie）
演 - ロバート・パストレリ
アメリカン・エキスプレス偽造のクレジットカード集団の関係者。

## キャスト
| 役名                           | 俳優                                                      | 日本語吹替                                          | 日本語吹替                                                  | 日本語吹替 |
| 役名                           | 俳優                                                      | フジテレビ版                                        | テレビ朝日版                                                | VOD版 |
| ------------------------------ | --------------------------------------------------------- | --------------------------------------------------- | ----------------------------------------------------------- | --- |
| アクセル・フォーリー           | エディ・マーフィ                                          | 下條アトム                                          | 山寺宏一                                                    | 山寺宏一 |
| ビリー・ローズウッド           | ジャッジ・ラインホルド                                    | 安原義人                                            | 井上和彦                                                    | 金城大和 |
| ジョン・タガート巡査部長       | ジョン・アシュトン                                        | 小林清志                                            | 池田勝                                                      | 相沢まさき |
| アンドリュー・ボゴミル警部     | ロニー・コックス                                          | 大木民夫                                            | 小島敏彦                                                    | 中博史 |
| マックスウェル・デント         | ユルゲン・プロホノフ                                      | 樋浦勉                                              | 大塚明夫                                                    | 木下浩之 |
| カーラ・フライ                 | ブリジット・ニールセン                                    | 土井美加                                            | 塩田朋子                                                    | 木下紗華 |
| ハロルド・ラッツ警察本部長     | アレン・ガーフィールド                                    | 大宮悌二                                            | 麦人                                                        | 浦山迅 |
| チャールズ・ケイン             | ディーン・ストックウェル                                  | 仁内建之                                            | 有本欽隆                                                    | 岡井カツノリ |
| ジェフリー・フリードマン       | ポール・ライザー                                          | 納谷六朗                                            | 檀臣幸                                                      | 赤坂柾之 |
| ダグラス・トッド警部           | ギルバート・R・ヒル                                       | 池田勝                                              | 田中信夫                                                    | 北島善紀 |
| ニコス・ソモポラス             | ポール・ギルフォイル                                      | 小島敏彦                                            | 星野充昭                                                    | |
| テッド・イーガン市長           | ロバート・リッジリー                                      | 加藤正之                                            | 塚田正昭                                                    | |
| ビドル                         | ブライアン・オコナー                                      | 秋元羊介                                            | 仲野裕                                                      | |
| ジャン・ボゴミル               | アリス・アデア                                            | 勝生真沙子                                          | 岡本麻弥                                                    | 森なな子 |
| シドニー・バーンスタイン会計士 | ギルバート・ゴットフリード                                | キートン山田                                        | 島田敏                                                      | |
| ラス・フィールディング         | トム・バウアー                                            | 大友龍三郎                                          | 仲野裕                                                      | |
| ヒュー・ヘフナー               | （本人）                                                  | 大友龍三郎                                          | 有本欽隆                                                    | |
| カルロッタ                     | フランク・J・ペシ                                         | 秋元羊介                                            |                                                             | |
| プレイボーイ・マンション使用人 | クリス・ロック                                            | 牛山茂                                              | 岡野浩介                                                    | |
| ビニー                         | ロバート・パストレリ                                      | 沢木郁也                                            |                                                             | |
| 役不明またはその他             |                                                           | 滝沢久美子 井上喜久子                               | 佐藤しのぶ 宝亀克寿 小野美幸 野沢由香里 喜多川拓郎 金子由之 | 丸山智行 小林達也 竹内栄治 伊原正明 岡井カツノリ 臼木健士朗 佐野康之 影平隆一 辻井健吾 大西弘祐 永井将貴 近松孝丞 宮本克哉 石井未紗 野川雅史 宮本誉之 竹内夕己美 長尾歩 宮本淳 高坂宙 |
|                                |                                                           |                                                     |                                                             | |
| 演出                           |                                                           | 河村常平                                            | 蕨南勝之                                                    | 高橋正浩 |
| 翻訳                           | 戸田奈津子（ソフト版字幕） 佐藤恵子（BSプレミアム版字幕） | たかしまちせこ                                      | 岩本令                                                      | 平田勝茂 |
| 調整                           |                                                           |                                                     | 熊倉亨                                                      | |
| 効果                           |                                                           | リレーション                                        | リレーション                                                | |
| 選曲                           |                                                           | リレーション                                        |                                                             | |
| プロデューサー                 |                                                           |                                                     | 松田佐栄子 高橋由佳                                         | |
| 制作                           |                                                           | 東北新社 フジテレビ                                 | 東北新社                                                    | ニュージャパンフィルム |
| 初回放送                       |                                                           | 1990年4月14日 『ゴールデン洋画劇場』 本編ノーカット | 1997年9月7日 『日曜洋画劇場』                               | |

- VOD版の日本語吹替は、各オンデマンド配信のほか、2020年4月8日発売の『ビバリーヒルズ・コップ デジタル・リマスター版 3ムービー・ベストバリューBlu-rayセット』に付属の『ビバリーヒルズ・コップ2　デジタル・リマスター版』にも収録[3]。

## スタッフ
- 監督：トニー・スコット
- 製作総指揮：ロバート・ワックス、リチャード・ティエンケン
- 製作：ジェリー・ブラッカイマー、ドン・シンプソン
- 脚本：ラリー・ファーガソン、ウォーレン・スカーレン
- 撮影：ジェフリー・L・キンボール
- 音楽：ハロルド・フォルターメイヤー

## 地上波放送履歴
| 回数   | テレビ局   | 番組名                  | 放送日        | 吹替版       |
| ------ | ---------- | ----------------------- | ------------- | ------------ |
| 初回   | フジテレビ | ゴールデン洋画劇場      | 1990年4月14日 | フジテレビ版 |
| 2回目  | フジテレビ | ゴールデン洋画劇場      | 1991年3月30日 | フジテレビ版 |
| 3回目  | フジテレビ | ゴールデン洋画劇場      | 1993年5月1日  | フジテレビ版 |
| 4回目  | 日本テレビ | 金曜ロードショー        | 1994年10月7日 | フジテレビ版 |
| 5回目  | フジテレビ | ゴールデン洋画劇場      | 1996年3月23日 | フジテレビ版 |
| 6回目  | テレビ朝日 | 日曜洋画劇場            | 1997年9月7日  | テレビ朝日版 |
| 7回目  | 日本テレビ | 金曜ロードショー        | 2000年1月28日 | テレビ朝日版 |
| 8回目  | フジテレビ | ゴールデンシアター      | 2003年5月3日  | フジテレビ版 |
| 9回目  | テレビ東京 | 木曜洋画劇場            | 2008年7月24日 | フジテレビ版 |
| 10回目 | テレビ朝日 | ビバリーヒルズ・コップ2 | 2009年5月16日 | テレビ朝日版 |
| 11回目 | テレビ東京 | 午後のロードショー      | 2019年1月18日 | フジテレビ版 |